# プラタープ・シング (アンベール王)
プラタープ・シング（Pratap Singh, 1764年12月2日 - 1803年8月1日）は、北インドのラージャスターン地方、アンベール王国の君主（在位：1778年 - 1803年）。

## 生涯
1764年12月2日、アンベール王国の君主マードー・シングの息子として、ジャイプルで誕生した。
1768年3月5日、兄プリトヴィー・シング2世が死亡したことにより、王位を継承した。
プラタープ・シングの治世はマラーターのラージャスターン侵攻もあったが、1787年にはラールソートの戦いでシンディア家に勝利している。また、彼の治世には首都ジャイプルにハワー・マハル（風の宮殿）が建築された。
1803年8月1日、プラタープ・シングはジャイプルで死亡した。